# Seleção Alemã de Hóquei sobre a grama masculino
A Seleção Alemã de Hóquei Sobre a Grama Masculino é a equipe nacional que representa a Alemanha em competições internacionais de hóquei sobre a grama. A seleção é gerenciada pela Deutscher Hockey-Bund.
Trata-se de uma das seleções de hóquei sobre a grama mais bem-sucedidas da história com quatro medalhas de ouro (uma delas como Alemanha Ocidental) nos Jogos Olímpicos, três títulos na Copa do Mundo (2002, 2006 e 2023) e o Champions Trophy por nove vezes.